# Filippo Balatri
 (juillet 2025).
La mise en forme du texte ne suit pas les recommandations de Wikipédia : il faut le « wikifier ».
Les points d'amélioration suivants sont les cas les plus fréquents. Le détail des points à revoir est peut-être précisé sur la page de discussion.
- Les titres sont pré-formatés par le logiciel. Ils ne sont ni en capitales, ni en gras.
- Le texte ne doit pas être écrit en capitales (les noms de famille non plus), ni en gras, ni en italique, ni en « petit »…
- Le gras n'est utilisé que pour surligner le titre de l'article dans l'introduction, une seule fois.
- L'italique est rarement utilisé : mots en langue étrangère, titres d'œuvres, noms de bateaux, etc.
- Les citations ne sont pas en italique mais en corps de texte normal. Elles sont entourées par des guillemets français : « et ».
- Les listes à puces sont à éviter, des paragraphes rédigés étant largement préférés. Les tableaux sont à réserver à la présentation de données structurées (résultats, etc.).
- Les appels de note de bas de page (petits chiffres en exposant, introduits par l'outil «  Source ») sont à placer entre la fin de phrase et le point final[comme ça].
- Les liens internes (vers d'autres articles de Wikipédia) sont à choisir avec parcimonie. Créez des liens vers des articles approfondissant le sujet. Les termes génériques sans rapport avec le sujet sont à éviter, ainsi que les répétitions de liens vers un même terme.
- Les liens externes sont à placer uniquement dans une section « Liens externes », à la fin de l'article. Ces liens sont à choisir avec parcimonie suivant les règles définies. Si un lien sert de source à l'article, son insertion dans le texte est à faire par les notes de bas de page.
- La présentation des références doit suivre les conventions bibliographiques. Il est recommandé d'utiliser les modèles {{Ouvrage}}, {{Chapitre}}, {{Article}}, {{Lien web}} et/ou {{Bibliographie}}. Le mode d'édition visuel peut mettre en forme automatiquement les références.
- Insérer une infobox (cadre d'informations à droite) n'est pas obligatoire pour parachever la mise en page.

Pour une aide détaillée, merci de consulter Aide:Wikification.
Si vous pensez que ces points ont été résolus, vous pouvez retirer ce bandeau et améliorer la mise en forme d'un autre article.
Filippo Balatri (né le 21 février 1682 à Alfea et mort le 10 septembre 1756 à Fürstenfeld, en Bavière) est un sopraniste italien, connu dans les cours européennes pour ses talents de chanteur soprano et pour son esprit bouffon.

## Biographie

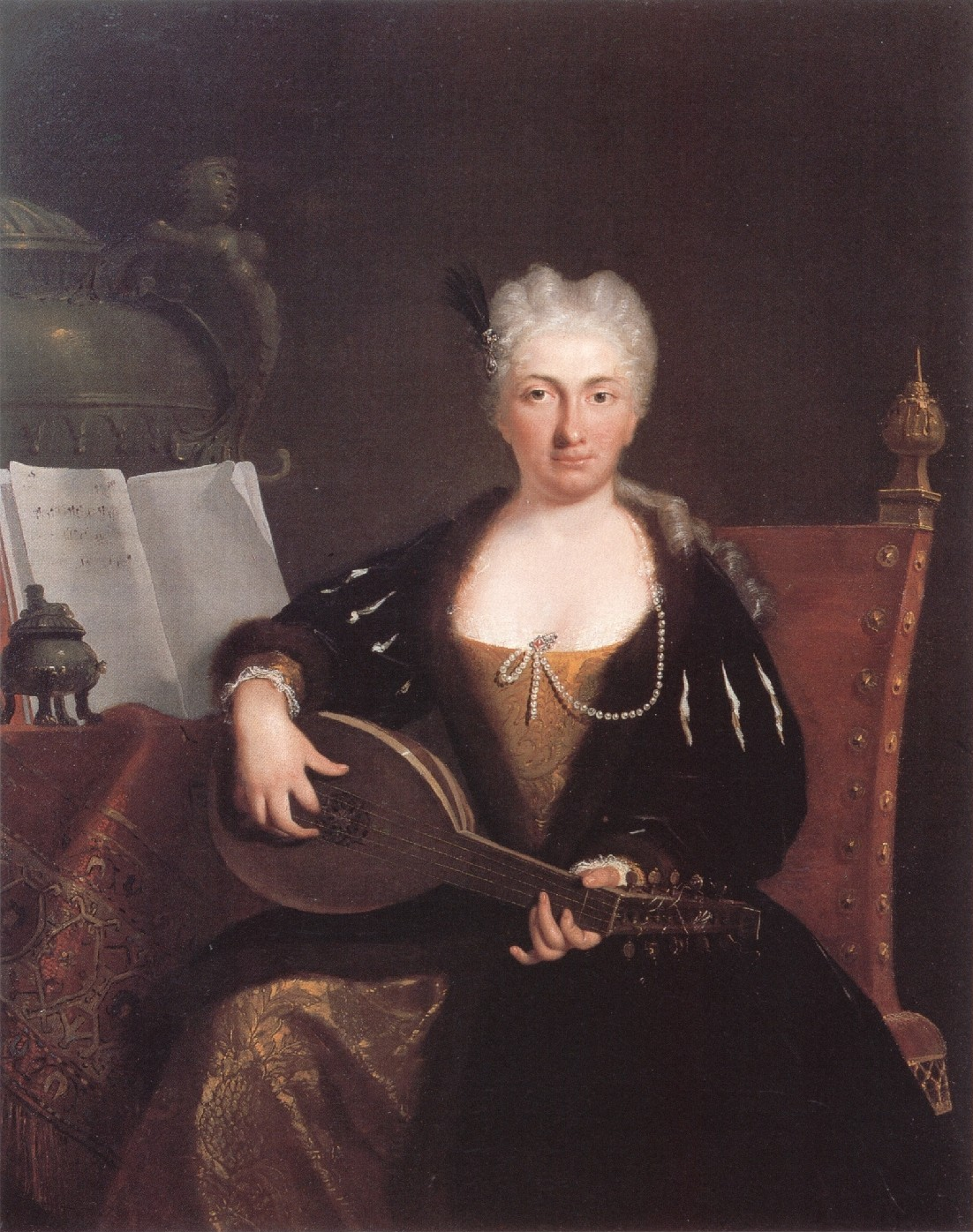
Faustina Bordoni, portrait par Bartolomeo Nazari

Filippo Balatri est né à Alfea près de Pise, d'une famille noble. On ne sait rien de son enfance. À quinze ans, à la demande du prince Galitzin, envoyé par le tsar Pierre le Grand qui cherchait des chanteurs pour sa cour, Balatri est envoyé à Moscou par Cosme III de Médicis, par l'intermédiaire de l'ambassadeur Pëtr Alekseevič Golicyn. Les courtisans russes apprécient ses qualités de comédien qu'il assume aussi le rôle de bouffon de cour.
Dans les quatrains de son autobiographie Les Fruits du Monde, Balatri raconte combien il était mal perçu par la population en raison de sa religion, différente de celle pratiquée par les orthodoxes, et comment les Spalniks, les gardes de la chambre impériale, se sont révélés être ses ennemis. 
Afin de se défendre Balatri apprend la langue russe en peu de temps mais cela n'empêcha pas les querelles avec les Spalnicks, au point que le tsar décida d'éloigner le musicien en l'envoyant, avec une ambassade, auprès du grand Khan des Tartares. Fasciné par sa voix, et afin de le garder à sa cour, le Khan offrit à l'ambassadeur de Russie six chevaux pur-sang. Les Russes refusérent. Le grand Khan offrit à Balatri quatre-vingts « bras » d'étoffe d'or et un cheval pur-sang.
En 1701, Balatri quitte la cour de Russie pour rejoindre une ambassade à Vienne. Il fréquente la cour autrichienne, étudie le chant pendant deux ans avec le célèbre contralto Gaetano Orsini. De retour chez le Grand-Duc, il séjourne dans la Villa Grand Ducale d'Ambrogiana ; il en repart quelques années plus tard pour l'Angleterre, s'arrêtant quelque temps à Paris à la cour du roi Louis XIV. 
Arrivé en Angleterre, la reine Anne de Grande-Bretagne qui l'avait appelé auprès d'elle, était morte entre-temps. Balatri ne put se produire avec succès que dans les salons des nobles anglais. Rappelé en Toscane par le Grand-Duc, il séjourna chez Maximilien Ier, prince-électeur de Bavière ; il y fut révéré et rémunéré jusqu'à ce que, le climat bavarois ne lui convenant pas, il revienne en Toscane au service de Violante-Béatrice de Bavière, sœur de l'électeur de Bavière. Après quelque temps, celui-ci rappela le musicien en Bavière. Avec le consentement du prince-électeur, Balatri a pu se produire à Eichstätt, Nuremberg et Wurtzbourg. En présence de l'évêque de la ville, il compose et chante une ariette, vite connue dans toutes les cours européennes : le fameux Chant du rossignol.
De 1722 à 1724, Balatri continue de voyager avec l'électeur Massimiliano : courts séjours en Italie, séjour plus long à Vienne, où il put chanter avec la célèbre mezzo-soprano Faustina Bordoni. Il s'arrête aussi à Vérone et Vicence, avant d'être rappelé à Munich au service de Giovanni Théodore de Bavière, évêque de Ratisbonne et de Freising, en tant que professeur de musique.
Lassé de cette vie errante, Balatri entre, le 15 juillet 1739, dans l'Ordre cistercien en professant le sacerdoce dans un couvent près d'Ismaning. Le 10 septembre 1756, il meurt à l'abbaye de Fürstenfeld.

## Travaux
- Histoire de la vie et des voyages
- Testament (conservé à la Bibliothèque nationale de Munich, Cod. It. 329)
- Découverte du monde
- Éducation pour un jeune musicien, ces deux dernières œuvres ont été perdues.